# Comunitat de municipis Guerlédan Mûr-de-Bretagne
La Comunitat de municipis Guerlédan Mûr-de-Bretagne (en bretó Kumuniezh kumunioù Gwerledan Mur) és una estructura intercomunal francesa, situada al departament de les Costes d'Armor a la regió Bretanya, al País de Centre Oest Bretanya. Té una extensió de 92,28 kilòmetres quadrats i una població de 3.547 habitants (2006).

## Composició
Agrupa 5 comunes :
1. Caurel
2. Mûr-de-Bretagne
3. Saint-Connec
4. Saint-Gilles-Vieux-Marché
5. Saint-Guen